# Trolleybus de Sofia
Le trolleybus de Sofia est un des modes de transport en commun desservant la capitale de la Bulgarie. Il est composé de 9 lignes.

## Réseau actuel
Il y a actuellement 9 lignes de trolleybus en circulation à Sofia.
1 - Levski - Hôpital 5   
 
2 - Hadzhi Dimitar - Buxton   
 
3 - Hôpital universitaire « Sainte-Anne » – Levski G (bg) 
 
4 - Druzhba 2 - Hadzhi Dimitar   
 
5 - Mladost 2 - Nadezhda   
 
6 - Lyulin 3 - Parc Stochna Gara    
 
7 - Lyulin 3 - Gotse Delchev    
 
8 - Hôpital Régional - Gotse Delchev    
 
9 - Borovo - Parc Stochna Gara   
 
11 - Druzhba 1 - Parc Stochna Gara

## Flotte
Il y a 135 véhicules en circulation sur le réseau.
- 28 Ikarus 280.92T
- 50 Skoda 27tr
- 30 Skoda 26tr
- 16 Ikarus 280.92T F
- 8 Gräf & Stift NGE 152
- 3 Cobra GD 272

## Dépôts
Trois dépôts sont destinés au garage et à la révision des véhicules (Nadezhda, Iskar, Levski).